# Freddy Chaves
Freddy Chaves d'Aguilar (Gent, 8 oktober 1918 – aldaar, 18 december 2004) was een Belgisch voetballer die eerst speelde als aanvaller en later als middenvelder. Hij voetbalde in Eerste klasse bij AA Gent en speelde 21 interlands met het Belgisch voetbalelftal.

## Loopbaan

### In Eerste klasse
Chaves debuteerde in 1935 op 17-jarige leeftijd als aanvaller bij AA Gent dat actief was in Tweede klasse. In zijn eerste seizoen werd de promotie naar Eerste klasse al afgedwongen. Gent eindigde steeds in de middenmoot van de eindrangschikking en Chaves bleef er spelen tot in 1954 toen hij zijn spelersloopbaan op het allerhoogste niveau besloot. Hij speelde 400 wedstrijden in Eerste klasse en scoorde hierbij in totaal 171 doelpunten.
Tussen 1946 en 1951 werd Chaves 24 maal geselecteerd voor het Belgisch voetbalelftal. Hij speelde mee in 20 wedstrijden en scoorde in totaal 8 doelpunten.

### Op lager niveau
In 1954 trok Chaves naar KSV Waregem als speler-trainer, dat terug naar Derde klasse gepromoveerd was, en werd er speler-trainer. In 1957 behaalde hij met de ploeg de tweede plaats en hij ging na het seizoen eveneens als speler-trainer aan de slag bij Kortrijk Sport dat in Tweede klasse actief was. Hij bleef er actief tot in 1960.
Chaves besloot zijn spelersloopbaan bij provincialer Sint-Denijs waar hij nog actief bleef als speler-trainer tot in 1966 toen hij op 47-jarige leeftijd definitief een punt zette achter zijn spelersloopbaan van ruim 30 jaar.

### Als trainer van KSV Waregem
In 1966 werd Chaves trainer van het pas naar Eerste klasse gepromoveerde KSV Waregem. In 1968 behaalde hij er zijn beste resultaat met een vierde plaats in de eindrangschikking. In januari 1970 werd hij echter ontslagen en vervangen door Andre Van Maldeghem die het seizoen afsloot.In het seizoen 1971-1972 begon men toch weer met Freddy als trainer, maar eind oktober kreeg hij weer zijn ontslag en werd vervangen door Marijan Brnčić maar die redde het maar twee maand en Freddy kwam voor de vierde keer naar Waregem. Essevee degradeerde echter toch naar tweede klasse en Freddy stopte als trainer vanwege zijn goed lopende zaken.